# Lista de pinturas de Carlos Reis

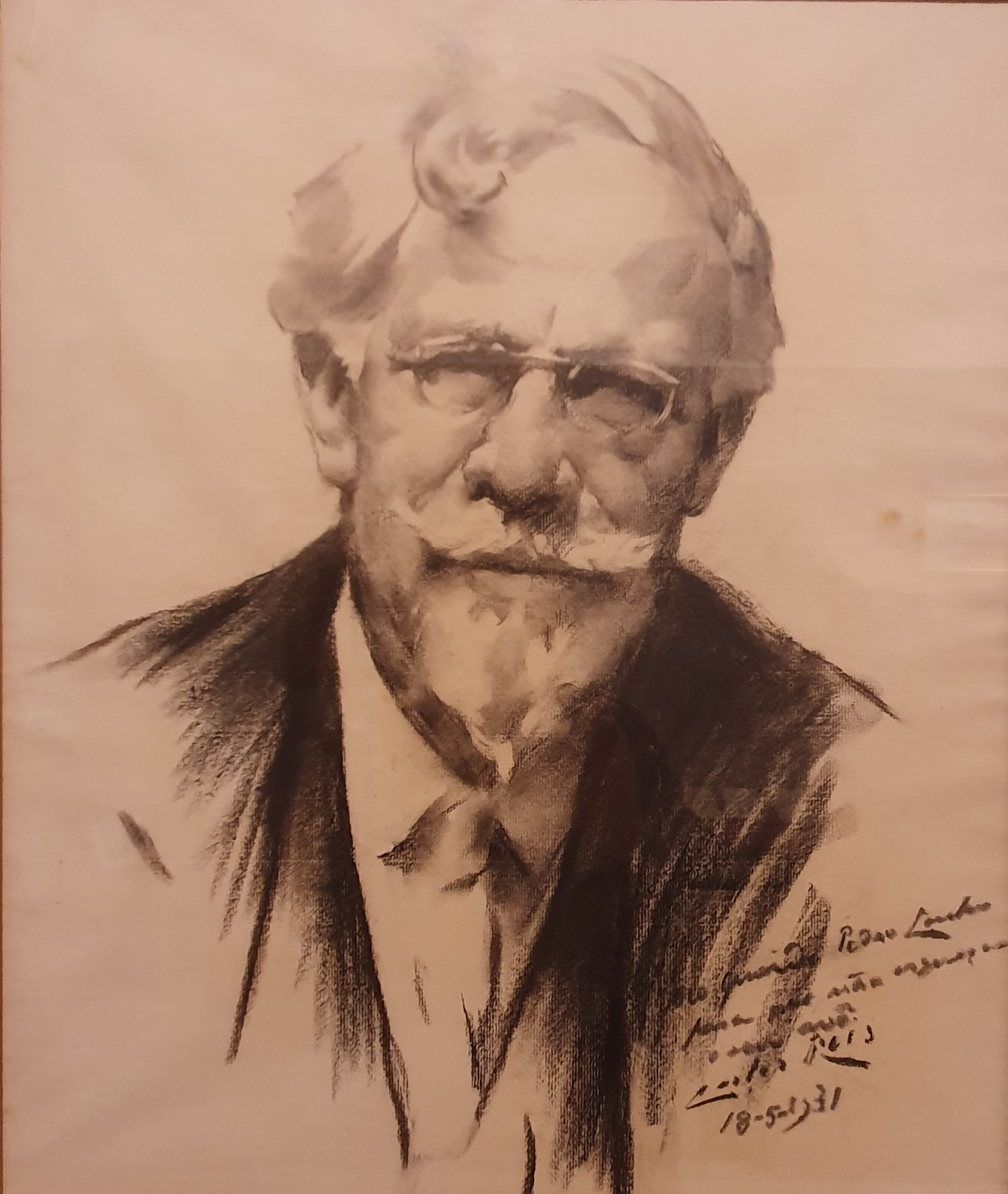
Autorretrato (1931) de Carlos Reis

Esta é uma lista de pinturas de Carlos Reis, lista não exaustiva das pinturas deste pintor, mas tão só das que como tal se encontram registadas na Wikidata.
A lista está ordenada pela data da publicação de cada pintura. Como nas outras listas geradas a partir da Wikidata, os dados cuja designação se encontra em itálico apenas têm ficha na Wikidata, não tendo ainda artigo próprio criado na Wikipédia.
Carlos Reis (1863-1940) foi estudante da Academia de Belas-Artes de Lisboa e participou em 1886 e 1887 nas exposições do Grupo do Leão. Recebeu apoio do príncipe herdeiro D. Carlos para os estudos na Academia e para a estada em Paris com bolsa do Estado. Em 1895 regressa a Lisboa e sucede a Silva Porto como professor de Paisagem na Escola de Belas-Artes. Apresenta nos salões do Grémio Artístico e da SNBA pinturas de grandes dimensões com uma exuberância de cor inédita no Naturalismo português. Foi um retratista apreciado o que se comprova pelas inúmeras encomendas.
Constituiu com alguns alunos, a partir de 1910, o grupo “Ar Livre”, depois denominado “Silva Porto”, que mantém a estética naturalista nas primeiras décadas do século XX. Foi designado director do Museu Nacional de Belas-Artes, em 1905, e foi depois, com a implantação da República, o primeiro director do Museu Nacional de Arte Contemporânea, tendo sido substituído neste cargo por Columbano Bordalo Pinheiro, em 1914. Depois descobre a serra da Lousã, onde instala atelier em 1918 e onde passa a residir, desenvolvendo uma pintura de paisagem e de fixação dos costumes locais.
| Imagem | Título                                          | Data           | Retrata                                                                | Coleção                                             | Descrito em |
| ------ | ----------------------------------------------- | -------------- | ---------------------------------------------------------------------- | --------------------------------------------------- | ----------- |
|        | Mulher com Criança nos Braços                   | 1885           |                                                                        | Paço Ducal de Vila Viçosa                           |             |
|        | O escultor Alberto Nunes                        | 1886           | António Alberto Nunes                                                  | Museu Nacional de Arte Contemporânea do Chiado      |             |
|        | No Caminho da Fonte                             | 1887           |                                                                        | Museu Nacional de Arte Contemporânea do Chiado      |             |
|        | Milheiral                                       | 1889           |                                                                        | Museu Nacional de Arte Contemporânea do Chiado      |             |
|        | Manhã em Clamart                                | 1889           | Clamart                                                                | Casa-Museu Dr. Anastácio Gonçalves                  |             |
|        | Retrato da Rainha D. Amélia                     | década de 1890 | Amélia de Orleães                                                      | Palácio Nacional da Pena                            |             |
|        | Retrato do Rei D. Carlos                        | década de 1890 | Carlos I de Portugal                                                   | Palácio Nacional da Pena                            |             |
|        | A Camponesa (estudo)                            | década de 1890 |                                                                        | Casa-Museu dos Patudos                              |             |
|        | Retrato de Minha Mae                            | 1897           |                                                                        | Museu Municipal Carlos Reis                         |             |
|        | Retrato de Manuel Gomes da Costa                | 1899           | Manuel de Oliveira Gomes da Costa                                      | Museu da Presidência da República                   |             |
|        | Estudo                                          | década de 1900 |                                                                        | Museu Nogueira da Silva                             |             |
|        | Aparição do Adamastor                           | década de 1900 |                                                                        | No/unknown value                                    |             |
|        | Retrato de Luís Bívar                           | década de 1900 | Luís Bívar                                                             | Palácio de São Bento                                |             |
|        | Paisagem Campestre                              | década de 1900 |                                                                        | Museu Nogueira da Silva                             |             |
|        | Raparigas ao pé da fonte                        | 1900           |                                                                        | Museu Nacional de Arte Contemporânea do Chiado      |             |
|        | Os amores do moleiro                            | 1902           |                                                                        | Museu Nacional de Belas Artes                       |             |
|        | D. Carlos I e o seu Estado-Maior                | 1904           | Carlos I de Portugal Francisco Craveiro Lopes Francisco Maria da Cunha | Paço Ducal de Vila Viçosa                           |             |
|        | Paisagem do Rio Almonda, Torres Novas, Portugal | 1910           | Rio Almonda                                                            | Museu Nacional de Belas Artes                       |             |
|        | Retrato de Velho (O Pila)                       | década de 1910 |                                                                        | Museu Nacional de Belas Artes                       |             |
|        | A feira                                         | 1910           |                                                                        | Museu Nacional de Arte Contemporânea do Chiado      |             |
|        | Vale de Colares                                 | 1910           |                                                                        | Museu Nacional de Arte Contemporânea do Chiado      |             |
|        | Interior com figura feminina                    | 1913           |                                                                        | No/unknown value                                    |             |
|        | Minha filha Maria Luísa                         | 1913           |                                                                        | Museu Municipal Carlos Reis                         |             |
|        | Raios de sol ardente                            | 1913           |                                                                        | Museu Nacional de Arte Contemporânea do Chiado      |             |
|        | Estudo de Rapariga com bois                     | 1914           |                                                                        |                                                     |             |
|        | Engomadeiras                                    | 1915           |                                                                        | Museu Nacional de Arte Contemporânea do Chiado      |             |
|        | Outono                                          | 1915           |                                                                        | Museu Nacional de Arte Contemporânea do Chiado      |             |
|        | O Batizado                                      | década de 1920 | batismo                                                                | Museu Nacional de Belas Artes                       |             |
|        | Retrato de minha filha Leonor                   | 1925           |                                                                        | No/unknown value                                    |             |
|        | Retrato dos meus filhos Maria e João            | 1925           | João Reis                                                              | No/unknown value                                    |             |
|        | Talha Vidrada                                   | 1926           |                                                                        | Museu Municipal Carlos Reis                         |             |
|        | Retrato do actor Chaby Pinheiro                 | 1927           | António Augusto de Chaby Pinheiro                                      | Museu Municipal Carlos Reis                         |             |
|        | Saúde aos Noivos                                | 1930           | boda                                                                   | Museu Nacional de Arte Contemporânea do Chiado      |             |
|        | Castanheiro gigante                             | 1930           |                                                                        | Museu Nacional de Arte Contemporânea do Chiado      |             |
|        | Plus de Vin                                     | 1932           |                                                                        | Fundação Dionísio Pinheiro e Alice Cardoso Pinheiro |             |
|        | Asas                                            | 1933           |                                                                        | Museu Nacional de Arte Contemporânea do Chiado      |             |
|        | Alegoria à Pátria                               | 1935           |                                                                        | Palácio de São Bento                                |             |
|        | Retrato de Gustavo Pinto Lopes                  | 1936           |                                                                        | Museu Municipal Carlos Reis                         |             |
|        | Retrato de Carlos Azevedo Mendes                | 1939           |                                                                        | Museu Municipal Carlos Reis                         |             |
|        | No Tejo                                         | 1944           | Rio Tejo                                                               | Novo Banco                                          |             |
|        | Azenha                                          | século XX      | moinho de água                                                         | Casa-Museu Dr. Anastácio Gonçalves                  |             |
|        | A Procissão (estudo)                            | século XX      |                                                                        | Museu Municipal Carlos Reis                         |             |
|        | Aldeia nos arredores de Paris                   |                |                                                                        | Museu Municipal Carlos Reis                         |             |
|        | O Primeiro Filho                                |                |                                                                        | Museu Nacional de Arte Contemporânea do Chiado      |             |
|        | Alecrim do Norte                                |                |                                                                        | Museu Municipal Carlos Reis                         |             |
|        | Pôr do sol                                      |                |                                                                        | Museu Nacional de Arte Contemporânea do Chiado      |             |
|        | Quinta da Lagartixa                             |                |                                                                        | Museu Municipal Carlos Reis                         |             |

∑ 47 items.